# 캐리 다이아몬드
캐리 다이아몬드 (Carry Diamond, 본명 박용진, 대한민국의 힙합 래퍼다.) 사우스 힙합 계열의 음악을 하는 MC 중 한 명이며, Swagger란 팀에 속해있다. 학력은 오산대학교 인터넷정보관리과 중퇴이다.

## 바이오그래피

### 데뷔에서 Blockbuster Records까지
인천광역시에서 태어난 그는, 초등학교 시절 서태지와 아이들의 1집, 그리고 이어 Cypress Hill 등의 음악을 듣고 춤을 추면서 힙합에 매료되었다. 특히 Cypress Hill의 B-Real에게 큰 영향을 받아, 중고등학교 시절에 그의 스타일을 표본으로 많은 랩 연습을 거쳤다. 그가 본격적으로 힙합에 몸을 담근 것은 23살 때로, 이 시기에 그는 DJ를 하던 친구의 도움으로 DJ를 배우고, 클럽에서 음악을 틀고 비트를 작업하였다. BLAcK Crew의 멤버로 활동한 것도 이 시기였다. 이 당시 그의 이름은 G-Pulse였다.
2005년 말 란동의 데뷔 앨범으로 첫 흔적을 남긴 그는, 곧이어 031 프로젝트의 일원으로 활동을 이어나갔다. 031 프로젝트는 크게 좋은 성적을 거두지는 못하였으나, 이 앨범 작업으로 그는 Outsider와 Brown Sugar와 만나 친분을 쌓게 되었고, 2006년 말 이 친분으로 Blockbuster Records의 창립 멤버가 되었다. 이후 활동이 자주 있지는 않았으나, 2007년 Brown Sugar, JACE, Redrum 등의 앨범에 참여하였다.

### Swagger, 그리고 현재
2008년 그는 이름을 캐리 다이아몬드
대표곡: Up & Down, 〈에일리언의 이빨, 심장없는 내 랩들은 죽어버려〉

## 디스코그래피
- 2010년 9월 11일 디지털 싱글 Up & Down
- 2013년 8월 12일 디지털 싱글 《에일리언의 이빨》
- 2014년 9월 26일 디지털 싱글 《심장없는 내 랩들은 죽어버려》

## 이름
- G-Pulse는 Carry Diamond가 처음 썼던 이름이다. G-Pulse라는 이름이 마지막으로 등장한 것은 2007년 10월 나온 JACE의 《사랑했어》 앨범이다.
- Carry Diamond는 Carry me Diamond에서 ME를 뺀 "나를 다이아몬드와 같은 광채에게로 데려달라"라는 신에게 보내는 메시지가 담긴 이름이다.[2]